# 宫达非
宫达非（1917年2月—2000年5月24日），原名宫世勋，山东莱阳万第镇后瓦马村人，中华人民共和国外交官。1970年，担任中华人民共和国驻伊拉克大使。1973年，担任中华人民共和国驻扎伊尔共和国大使。1978年，担任中华人民共和国外交部部长助理。1979年，担任中华人民共和国外交部副部长。1994年10月离休，2000年5月24日因患结肠癌在北京逝世。